# Обряд

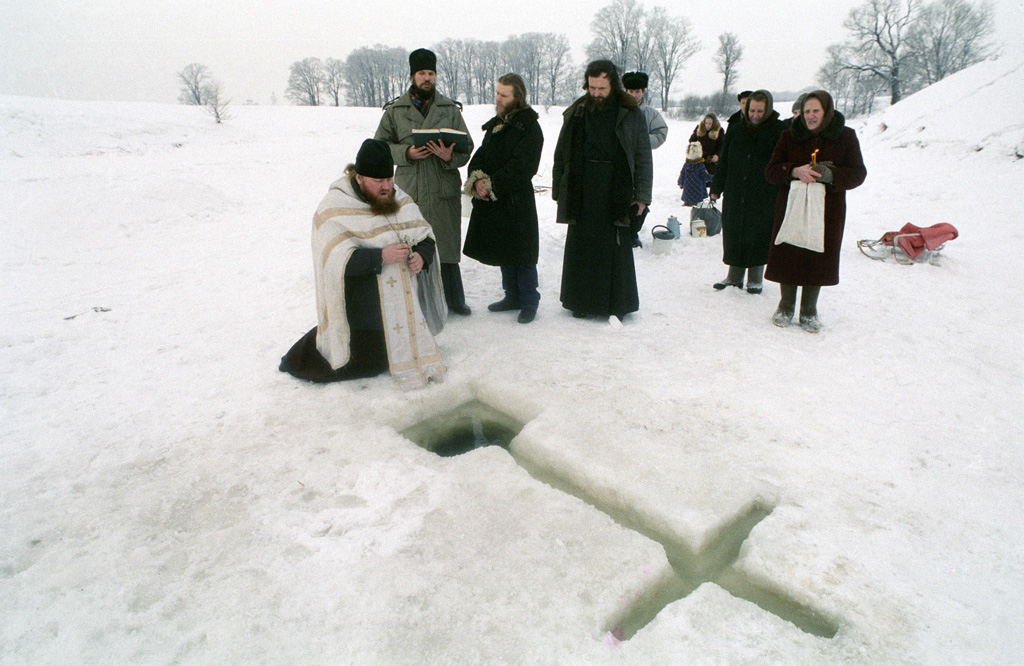
Обряд освящения воды на Крещение

Обря́д — совокупность действий стереотипного характера, которой присуще символическое значение. 
Стереотипный характер действий обряда, то есть их чередование в некотором более или менее жёстко заданном порядке, отражает происхождение слова «обряд». В сущности, с точки зрения этимологии оно означает именно «приведение чего-либо в порядок».  Обряд нередко характеризуют как традиционное действие человека. 
Отдельным вопросом является соотношение терминов обряд и ритуал. Согласно академическому изданию «Большая российская энциклопедия» они являются синонимами. Подобным образом их использует и А. К. Байбурин. Однако существуют трактовки, разделяющие данные понятия.
Обряды, связанные с рождением (День рождения), с вступлением в брак (свадьба), смертью (похороны), называются семейными; сельскохозяйственные и другие обряды — календарными.
Церковный обря́д, рассматриваемый с религиозной точки зрения, — «внешнее выражение верований человека» в Бога; неспособность человека представлять себе Бога и устанавливать с ним связь «без какого-либо видимого посредства» обусловливает возникновение обряда, который позволяет такую связь установить.

## История толкования термина
Фиксируемое словарями толкование термина обря́д существенно менялось с течением времени.

### В Российской империи
- Статья «Обряды» «Энциклопедического словаря Брокгауза и Ефрона» отсылала читателя к статьям «Ритуал» и «Фольклор»[10]. В свою очередь, ритуал отождествлялся с церковным обрядом[11], а народный обряд составлял часть фольклорных традиций[12]. Церковный обря́д трактовался  как «внешнее выражение верований человека», предмет которых, Бог, «в высшей степени духовен и бесконечно возвышен над природою видимою»; в качестве причины появления обряда мыслилась неспособность человека представлять себе Бога и устанавливать с Ним связь «без какого-либо видимого посредства»[9]. Таким «посредством» (инструментом, орудием) и призван служить обряд.

### В СССР
- Согласно 3-му изданию БСЭ, обря́д — «ритуал, церемония, церемониал, совокупность условных, традиционных действий, лишённых непосредственной практической целесообразности», который не следует смешивать с обычаем, «означающим не только символические, но и всякие вообще повторяющиеся и установленные традицией действия»[3]. Это определение делает упор на том, что обряду присущи 1) традиционность, 2) отсутствие практической целесообразности и 3) символическое значение, причём подразумевается (в силу нецелесообразности) нежелательность обряда.
- Изданный в 1986 году «Атеистический словарь» подчёркивал наличие, наряду с религиозными, гражданских обрядов[13].

### В современной России

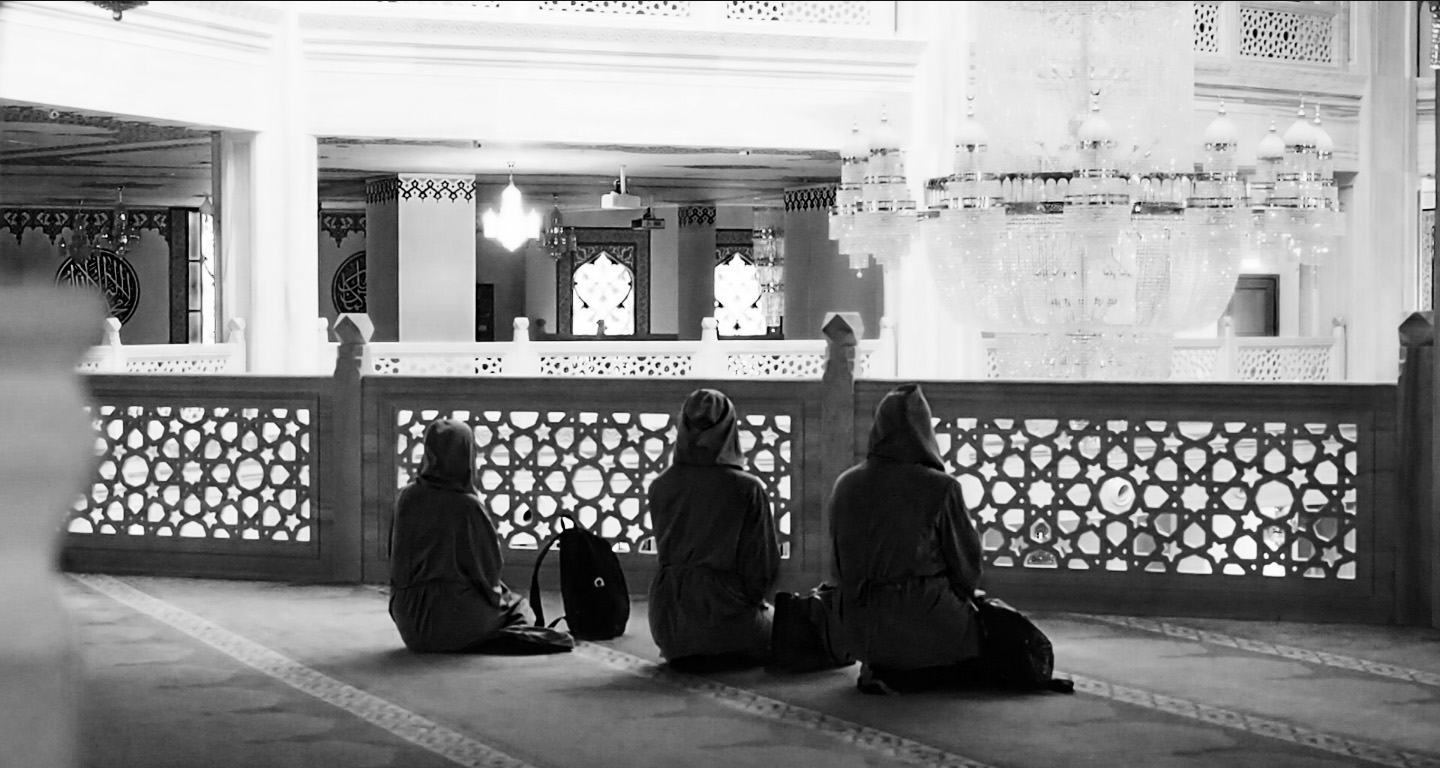
Женщины исполняют обряд намаза в Московской мечети

- «Словарь по культурологии» (1996 год) даёт иное определение: обря́д — «традиционные действия, сопровождающие важные моменты жизни и производственной деятельности человеческого коллектива»[5]. Такое определение (основанное лишь на существовании традиции) приближает обряд к обычаю.
- Несколько иное определение дают социологи: обря́д — «совокупность символических стереотипных коллективных действий, воплощающих в себе те или иные социальные идеи, представления, нормы и ценности и вызывающих определённые коллективные чувства»[2].
- Церковный обряд ныне определяют как «внешнее выражение внутреннего содержания богослужения, священнодействие, совершаемое по определённому чину, т. е. порядку, возглавляемое священнослужителем и имеющее видимое и духовно-символическое содержание». Церковные обряды (по крайней мере, некоторая их часть) внешне выражают совершение церковных таинств и необходимы постольку, поскольку «человеческая природа нуждается в видимых символических действиях, помогающих почувствовать действие Божественной благодати»[14].

## Классификация обрядов
Согласно «Большой советской энциклопедии», на ранних стадиях развития общества «характерна недифференцированность бытовых, производственных и религиозных обрядов», впоследствии же выделяются 1) церковная обрядность, 2) «ритуалы и церемонии, связанные с общественной и государственно-политической жизнью», однако в то же самое время «продолжают существовать традиционные бытовые обряды, особенно долго сохраняющиеся в крестьянской среде»: производственные обряды и семейные обряды.
Первая группа включает в себя «обряды, связанные с земледелием, например с жатвой (зажинки, дожинки), животноводством (обряды, приуроченные к весеннему выгону скота), рыбной ловлей, охотой, строительством новых жилищ, рытьём колодцев и т. п.» Ежегодная повторяемость хозяйственных работ в крестьянском хозяйстве даёт иное наименование этой группы — календарные обряды (см. напр. Русский месяцеслов).

## Обряды и мифы

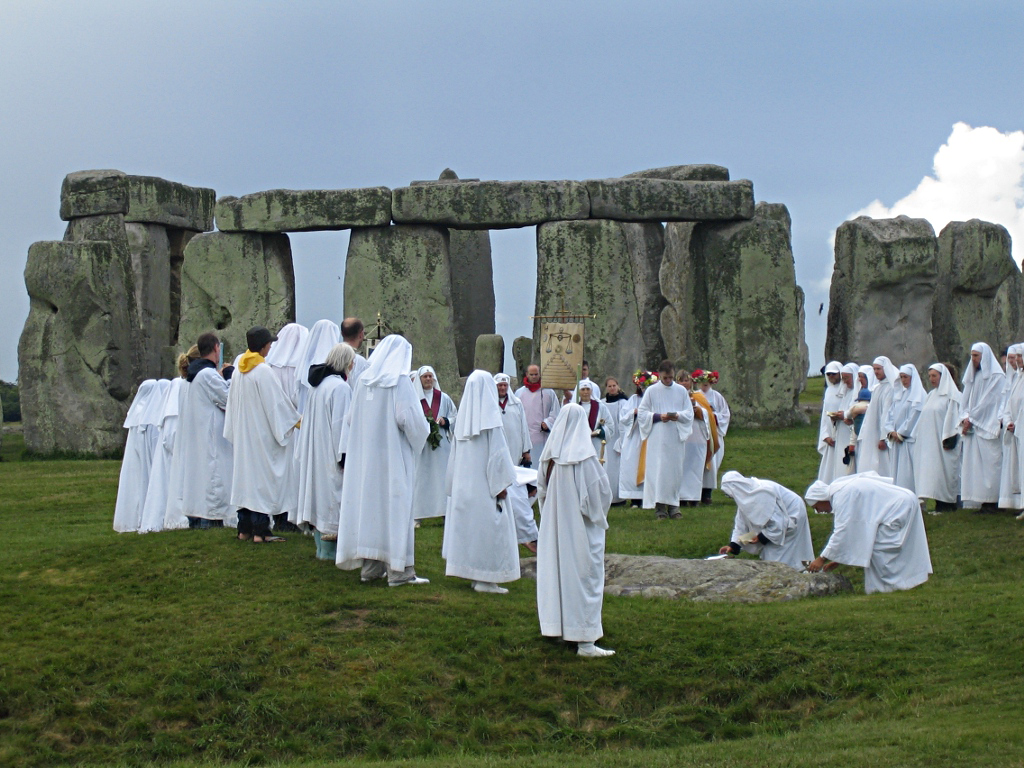
Обряд друидов возле Стоунхенджа

Связь обряда с мифом давно отмечена исследователями. Обряд можно назвать инсценировкой мифа, а миф выступает как объяснение или обоснование совершаемого обряда. Такая связь «миф — обряд» особенно отчётливо проявляется в так называемых культовых мифах. Но о том, что первично, а что вторично — существуют различные точки зрения. Представители мифологической и эволюционистской школ признавали примат мифа (или верования) над обрядом. Но в 1880-х годов появилась и скоро стала преобладающей обратная точка зрения.
Дж. Фрейзер собрал из фрагментов и реконструировал (в «Золотой ветви») целостную ткань древней аграрной мифологии. Несмотря на большое разнообразие поверий, запретов, церемоний, обычаев, он показал единую картину древней аграрной религии. Она включает в себя магические акты воздействия на землю, приносящую урожай, моления к божествам — покровителям земледелия и весьма обильные и разнообразные мифологические повествования об этих божествах.

## Краткий очерк истории обрядности

### В древней Церкви
«В начале II века особый развитый чин церковного брака ещё не существовал, христиане женились так, как было принято в обществе того времени». Тертуллиан упоминал об участии христиан в обручении и бракосочетании по римской античной церемонии. «К IV веку совершение литургии в связи с заключением брака стало распространённой практикой». Церковные чины бракосочетания начали складываться в это же время. «Основу этих чинов составляют собственно христианские элементы, в первую очередь Евхаристия и священническое благословение, но употребляются также обряды, унаследованные от ветхозаветных и античных времён», к числу которых относятся «вручение невесте брачных даров, соединение правых рук жениха и невесты, ношение невестой особых одежд или покрывала, надевание на жениха и невесту венков, брачный пир, шествие новобрачных в их дом, пение гимнов во время шествия и по прибытии в дом». О надевании венков сообщал ещё Тертуллиан, который не одобрял этот обряд как заимствованный у язычников.

### В Российской империи

#### Церковные и народные обряды

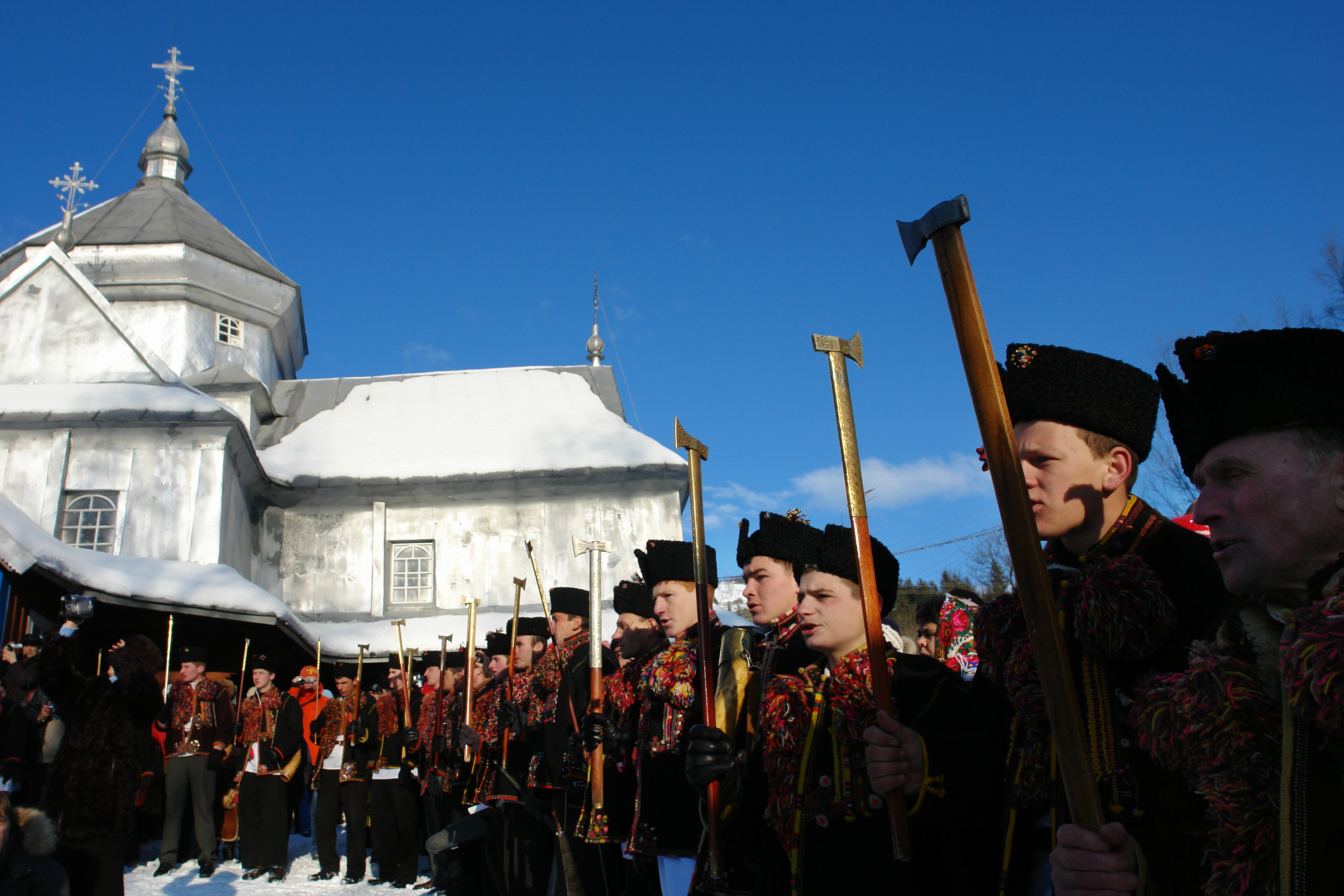
Гуцульский народно-церковный обряд

Как было показано выше, в дореволюционном «Энциклопедическом словаре Брокгауза и Ефрона» обряды разделялись, в первую очередь, на церковные и народные. Такое противопоставление не случайно и отражает борьбу разных традиций, в результате которой возникает явление, которое описывают терминами «двоеверие» или «народное христианство».

#### Народное христианство
Народное христианство — система мировоззрения, сочетающая элементы христианской канонической, апокрифической и фольклорной традиций; включает космогонические, космологические, эсхатологические представления, религиозные и этноконфессиональные представления, свод этических нормативов, важнейшими составляющими которой являются концепты добра и зла, греха и чуда, определяющие гармонию и равновесие мира, взаимоотношения Создателя со своими творениями, нормы человеческого общежития. Народно-христианские представления тесно связаны с народным календарём, народной демонологией, народной медициной, а также культом предков.
Термин «двоеверие» обозначает наличие в религиозном мировоззрении элементов других верований. Ситуация двоеверия характерна не только для России. Аналогичное явление (со своими особенностями) характерно для разных времён, мест, этнических общностей и религиозных групп. «В истории русской литературы представлено много сочинений, описывающих и обличающих пережитки язычества в жизни народа, того, что подпадает под понятие двоеверие, но без употребления самого термина».

В XX веке в русской научной литературе появились также термины «народная религия», «народное православие» как обозначение того, во что реально верит народ. Эти термины часто употребляются синонимично термину «двоеверие».

Однако в богословии, религиеведении, исторической науке не сложилось четкого определения понятия двоеверия; характерно отсутствие слова «двоеверие» в большинстве словарей русского языка.— Колыванов Г. Е.
«Положительную оценку феномена двоеверия … давал академик Б. А. Рыбаков».
Академик Дмитрий Лихачёв говорил о «невозможности механического соединения христианства и язычества, а следовательно, о невозможности двоеверия в сугубо религиозном смысле»: 

…элементы язычества начали приходить в соединение с христианскими верованиями только тогда, когда они перестали осознаваться в народе как противостоящие христианству. Язычество как система верований, притом враждебная христианству, должно было исчезнуть прежде, чем могло появиться двоеверие… Языческий обряд не только в XII веке, но и гораздо позже продолжает жить в народе независимо от самого язычества: он приобретает игровую, развлекательную, эстетическую функции; обрядовая песнь становится фактом эстетического сознания в большей степени, чем религиозного.— «Слово о полку Игореве» — героический пролог русской литературы. — Л., 1967. стр. 78-79
В народной религии происходит «нехристианская» интерпретация ритуалов, священных текстов и персонажей библейской истории. Таким образом, это динамическая форма религии, в которой в синкретическом единстве сосуществует христианское вероучение и элементы дохристианских языческих верований, соединяются архетипические мифопоэтические идеи и христианские каноны.

#### Церковная политика в отношении явления
Церковь реагировала на описанное выше явление (как бы оно ни называлось) различным образом и, с одной стороны, боролась с наличием пережитков язычества: 
- «О присутствии пережитков язычества в жизни христиан разных времён и стран свидетельствует история Церкви; последняя всегда строго осуждала и неустанно боролась с этим явлением»[19].
- «Очевидцем и ревностным обличителем языческого праздника в честь Ярилы в середине XVIII века в Воронеже был святитель Тихон Задонский»[19].
- «Постоянным предметом обличений были повсеместно практикуемые рождественские гадания, пляски, игры, колядки, молодёжные игрища и так далее»[21].

Однако «существовала и другая стратегия поведения, когда священники не только не боролись с не имеющими отношения к православию обычаями, но и участвовали в них», причём, по некоторым данным, «случаи такого рода происходили повсеместно».

### В СССР

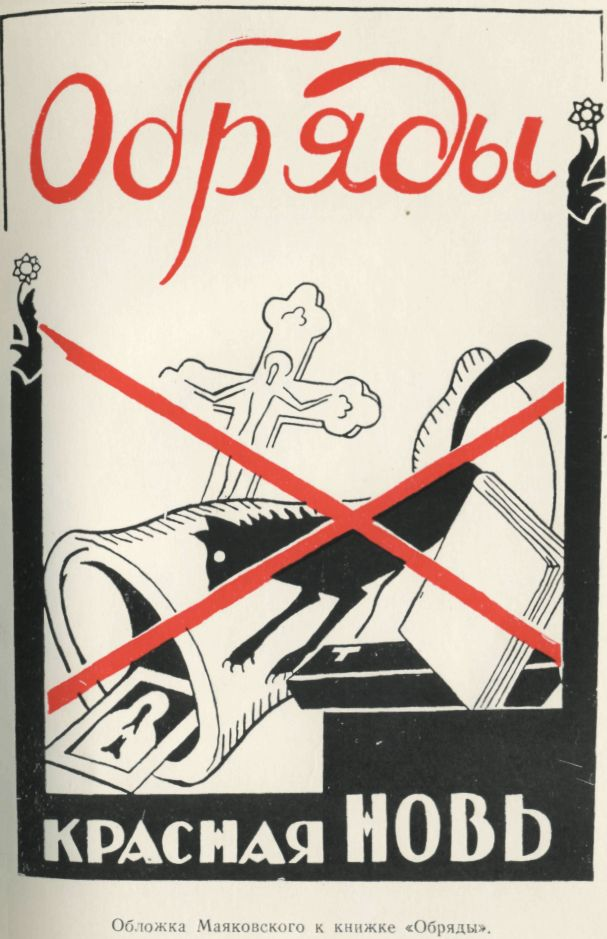
В. В. Маяковский, агитлубки «Обряды». Издание «Красная новь», М., 1923, 40 стр. Рисунки Маяковского.

В советское время ключевое разграничение проводилось иным образом: обряды делились на религиозные и так называемые гражданские, причём последние должны были заменить собой первые: 
Таинства содержат в себе реакционную идею рабской зависимости человека — от колыбели до гроба — от сверхъестественных сил, не существующих в природе. Поэтому, как ни «обновляй» религиозный ритуал, он обречен на отмирание и неизбежно будет вытеснен советскими обрядами.

И действительно, в рамках борьбы с религией предпринимались попытки «сконструировать» и внедрить новые обряды: 
Красные свадьбы и октябри́ны, помогая вытеснить венчание и крестины, были антицерковными обрядами.
Октябри́ны, призванные заменить собой таинство крещения, имеют и другое название —  звезди́ны. Впрочем, попытка не удалась: «Так же как комсомольское рождество или комсомольская пасха, они не могли получить широкого распространения». Поэта Окуджаву «октябрили» («октябринели») в цехе Трехгорной мануфактуры, однако «Булат Шалвович никогда не встречал октябриненного, как он, человека».

О том, какое значение придавалось задаче борьбы с многовековыми традициями, говорят имена тех, кто создавал советскую обрядность: 
У колыбели советских праздников, обрядов и обычаев стояли в двадцатых годах В. И. Ленин, Н. К. Крупская, А. В. Луначарский, Ем. Ярославский, П. А. Красиков, И. И. Скворцов-Степанов.
Решения принимались на самом высоком уровне — уровне ЦК партии: «В 1923 году Центральный Комитет Коммунистической партии принял решение об антирелигиозной пропаганде в деревне», — и в нём говорилось следующее: 

Против религиозной традиции, силы обычая, тысячелетних форм религиозного быта должны быть направлены специальные усилия в форме... отвлечения от культа путём организации культурных развлечений, сосредоточения внимания на пролетарских праздниках и торжествах... замены религиозных отправлений формами гражданского быта: как-то — религиозных праздников — гражданскими, производственными праздниками (например, праздник урожая, посева и т. д.), таинств — торжественными отправлениями гражданских актов с участием (при условии отказа от церковного ритуала) культурнопросветительных учреждений, как, например, гражданских похорон, панихид, брака, наречения имени и принятия в гражданство (запись рождения) и т. п.— Брудный, В.И., Обряды вчера и сегодня. М., 1968, с. 67.

Борьба с прежними обрядами за счет внедрения новых была важным направлением атеистической работы не только в 1920-х годах, но и гораздо позже. Например, в третьем издании Большой советской энциклопедии отмечается, что  распространение «атеистических знаний и материалистического мировоззрения среди населения» (борьба с религией) осуществляется, в частности, путём 
внедрения гражданской обрядности (например, при регистрации брака), вытесняющей религию из быта.